# Невіно-Старе
Невіно-Старе (пол. Niewino Stare) — село в Польщі, у гміні Вишки Більського повіту Підляського воєводства.
Населення — 45 осіб (2011).
У 1975-1998 роках село належало до Білостоцького воєводства.

## Демографія
Демографічна структура станом на 31 березня 2011 року:
|          | Загалом | Допрацездатний вік | Працездатний вік | Постпрацездатний вік |
| -------- | ------- | ------------------ | ---------------- | -------------------- |
| Чоловіки | 26      | 7                  | 13               | 6                    |
| Жінки    | 19      | 5                  | 9                | 5                    |
| Разом    | 45      | 12                 | 22               | 11                   |